# Filippo II di Francia
Filippo II, noto anche come Filippo Augusto, Filippo il Conquistatore o  Filippo il Guercio (Gonesse, 21 agosto 1165 – Mantes-la-Jolie, 14 luglio 1223), è stato il settimo re di Francia della dinastia Capetingia, figlio e successore di Luigi VII il Giovane e della sua terza moglie Adèle di Champagne.
Gli venne dato il soprannome di Augusto mentre era ancora in vita, in diretto riferimento all'antico titolo dato agli imperatori romani. Potrebbe essergli stato dato perché nato in agosto, o per il significato latino di augēre, ossia aumentare, aggiungere, in riferimento al fatto che nel luglio del 1185 riunì al dominio reale le signorie d'Artois, di Valois, di Amiens, oltre ad una buona parte del Vermandois.
Nel quadro della lotta alla grande feudalità fu in costante conflitto con i re d'Inghilterra, suoi vassalli: Enrico II, Riccardo I Cuor di Leone e Giovanni Senza Terra, al quale strappò infine i feudi di Normandia, Angiò e Turenna. Con la successiva vittoria di Bouvines (1214) contro l'imperatore Ottone IV (figlio di Matilda, sorella di Giovanni Senza Terra), Filippo II Augusto riuscì a portare circa un terzo del territorio francese sotto il dominio diretto della dinastia dei Capetingi, mentre il resto della Francia restava dominata dai grandi vassalli.
Filippo Augusto rimane uno dei re più studiati e ammirati della Francia medievale, non solo per la lunga durata del suo regno (43 anni), ma anche per le sue famose vittorie militari e per i suoi grandi progressi verso la fine dell'epoca feudale e verso il concentramento del potere nelle mani del re.

## Il regno

### Gli inizi: una rapida affermazione (1179-1189)

#### Il re quindicenne
La nascita di Filippo nel 1165 (a Gonesse) fu accolta al pari di un miracolo dalla famiglia reale: infatti, Luigi VII aspettava da più di trent'anni un erede maschio, che gli fu dato solo dalla sua terza moglie, Adèle di Champagne. Così a Filippo fu dato per secondo nome Dieudonné, ovvero "donato da Dio", che per analoghi motivi verrà attribuito più di quattro secoli dopo anche a Luigi XIV.

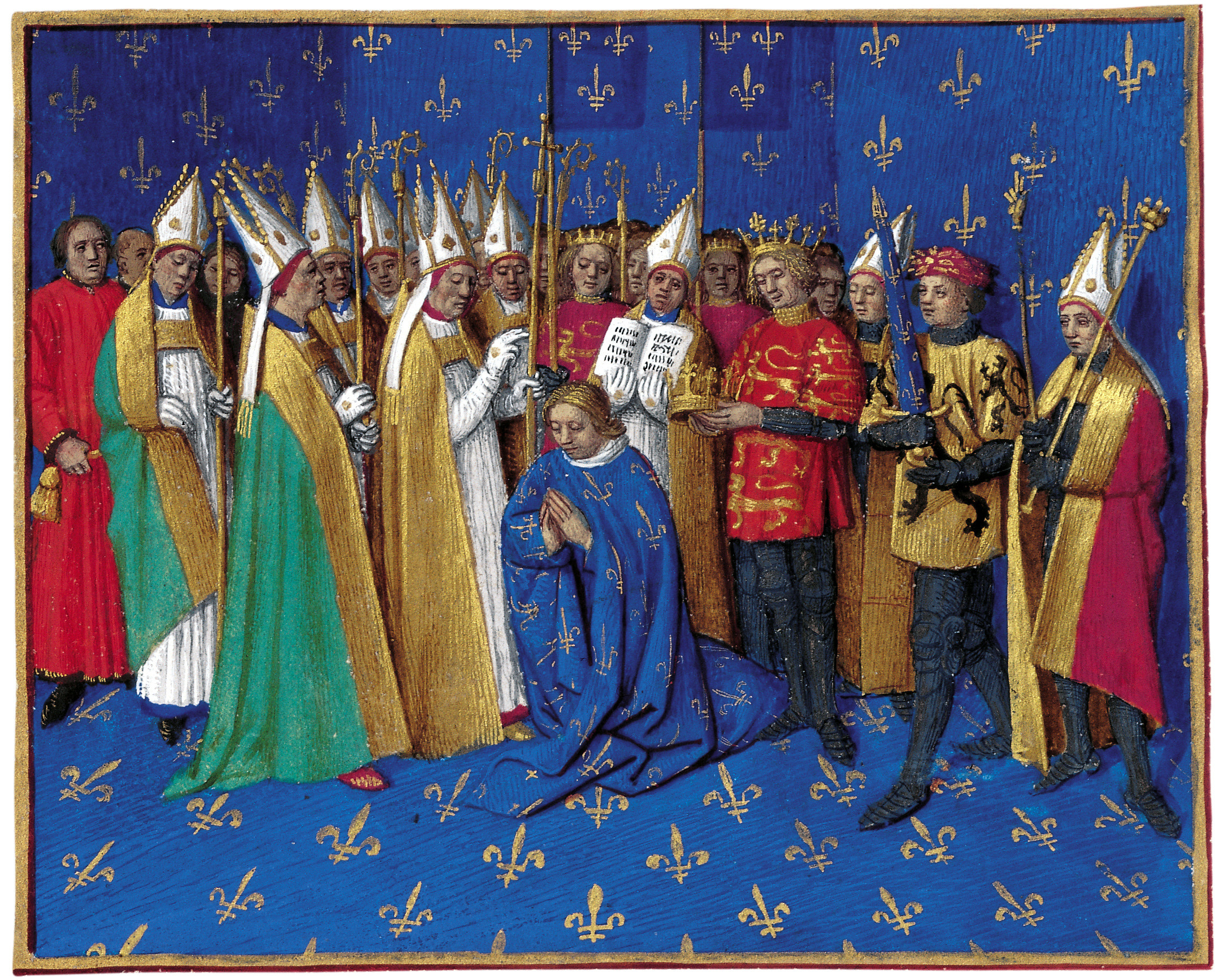
Incoronazione di Filippo II di Jean Fouquet (1455-1460).

Nel 1179, a quattordici anni, Filippo fu associato al trono del padre, secondo la tradizione capetingia. La cerimonia di consacrazione fu però ritardata, in quanto, dopo un incidente di caccia, il giovane Filippo aveva passato una notte da solo nella foresta, ammalandosi gravemente. Vedendo la vita del suo unico erede in pericolo, Luigi VII, nonostante la sua salute fosse precaria, andò in Inghilterra a pregare sulla tomba di Thomas Becket, l'arcivescovo di Canterbury assassinato nove anni prima.
Il 1º novembre, Filippo venne finalmente consacrato a Reims dallo zio, l'arcivescovo Guglielmo dalle Bianche Mani. Luigi VII morì il 18 settembre 1180, lasciando l'appena quindicenne Filippo solo al governo.
Messo di fronte all'indebolimento del potere reale, Filippo si rivelò immediatamente all'altezza della sfida che lo attendeva: riportare il regno di Francia sotto il diretto controllo del re. Il 28 aprile 1180, quando non era ancora re, aveva sposato a Bapaume Isabella di Hainaut, che gli aveva portato in dote l'Artois; inoltre, il 28 giugno 1180, tre mesi prima della morte del padre, aveva firmato il trattato di Gisors con Enrico II d'Inghilterra. Questi due eventi avevano rafforzato la posizione del giovane re rispetto alle case delle Fiandre e di Champagne.
Una delle prime risoluzioni di Filippo fu l'espulsione degli Ebrei dalla Francia e la confisca dei loro beni; questo metteva fine alla politica di tolleranza e protezione dei Giudei portata avanti dal padre: la giustificazione ufficiale che ne diede Filippo, fu che i Giudei erano responsabili delle calamità e delle disgrazie del regno, ma de facto a Filippo serviva l'oro degli Ebrei per riempire le casse dello Stato, a quel tempo quasi vuote. Queste misure, benché relativamente popolari, non durarono che fino al 1198, anno in cui la restrizione, piuttosto difficile da far rispettare, fu ritirata e si ritornò alla convivenza pacifica adottata da Luigi VII.

#### L'intreccio delle rivalità
Dal 1181 il conflitto con le signorie si rianimò, fomentato dal conte Filippo I delle Fiandre. Filippo Augusto si era scontrato con i piani del conte rompendo l'alleanza con il duca di Brabante Goffredo III di Lovanio e l'arcivescovo di Colonia, Filippo di Heinsberg. Nel luglio del 1185, il trattato di Boves confermava al re i feudi del Vermandois, dell'Artois e dell'Amiénois.
I Plantageneti, che regnavano sull'Inghilterra, erano l'altro problema di Filippo II: i possedimenti di Enrico II d'Inghilterra comprendevano, oltre alla contea d'Angiò, la Normandia, la zona di Vexin e la Bretagna. Dopo due anni di combattimenti (1186-1188), la situazione non sembrava risolversi in favore di alcuna parte. Filippo tentò allora di approfittare della grande rivalità esistente tra i due figli di Enrico: Riccardo, del quale divenne amico, e Giovanni senza Terra. Venne finalmente indetta una pace provvisoria quando il Papa Gregorio VIII indisse la terza crociata dopo la presa di Gerusalemme da parte di Saladino nel 1187. A luglio del 1189 Enrico II morì e in Terra santa la situazione divenne critica.

### La terza crociata e la rivalità con Riccardo (1190-1199)

#### Una crociata troncata
Filippo Augusto e Riccardo Cuor di Leone partirono insieme per la terza crociata, che mobilitò anche la maggior parte dei nobili francesi. Si imbarcarono alla fine dell'estate del 1190, Filippo da Genova e Riccardo da Marsiglia. Tuttavia il viaggio venne ritardato da tempeste invernali fuori stagione che li costrinsero a rimanere molti mesi a Messina. Qui la conflittualità tra i due re si rianimò per il matrimonio di Riccardo, che ruppe il fidanzamento con Adele di Francia, sorellastra di Filippo, e si legò a Berengaria di Navarra. Filippo lasciò Messina non appena poté, il 30 marzo 1191.
Arrivò a San Giovanni d'Acri il 20 aprile 1191 e partecipò all'assedio della città, controllata dai musulmani. Riccardo non giunse che a giugno, dopo una sosta a Cipro; i rinforzi inglesi furono bene accolti, ma l'attrito fra i due re ritornò subito a farsi sentire. Tra l'altro, ambedue vennero colpiti da calvizie: ammalatisi di una forte febbre, perdettero i capelli e anche le unghie. Filippo perse anche l'uso di un occhio, il che gli valse il soprannome di guercio. L'assedio continuò lo stesso: i francesi aprirono una prima volta una breccia nelle mura di San Giovanni il 3 luglio, ma senza successo. Toccò poi agli inglesi fallire, mentre gli assediati, ridotti allo stremo, capitolarono il 12 luglio 1191.
Tuttavia la Crociata non era che cominciata, il che fece decidere a Filippo di tornare in Francia. La morte del conte delle Fiandre Filippo I, avvenuta il 1º giugno del 1191 aveva aperto, di nuovo, la disputa sulla successione della contea. Ritornando in Francia, Filippo passò per Roma dove il Papa gli consentì di lasciare la Crociata. Il 27 dicembre 1191 Filippo rientrò a Parigi.

#### La successione fiamminga
La morte senza eredi del conte delle Fiandre fu una delle prime preoccupazioni di Filippo Augusto al suo ritorno in patria. I pretendenti alla successione sulla contea fiamminga erano tre: Baldovino V di Hainaut, la contessa di Beaumont, Eleonora di Vermandois, e lo stesso Filippo II.
Alla fine fu Baldovino a riuscire a ricevere la contea, previo pagamento di 5 000 marchi d'argento. Filippo dispose con un documento nel 1192 che restassero a Eleonora il Valois e il Vermandois, che in ogni modo sarebbero tornati alla corona dopo la morte di lei. Infine il re aveva ricevuto per suo figlio Luigi, nato nel 1187, Peronne e l'Artois, come eredità della moglie Isabella morta nel 1190 di parto. Dopo queste acquisizioni, il potere reale nel nord della Francia risultava notevolmente rafforzato.

#### I nuovi matrimoni
Dopo la morte della regina Isabella Filippo si rese conto di doversi sposare al più presto. In effetti la successione reale non era del tutto assicurata: l'unico figlio di Filippo, Luigi, aveva solo quattro anni ed era appena sopravvissuto a una grave malattia. La sua scelta ricadde, non è chiaro il perché, su Ingeburge di Danimarca, sorella di Canuto VI di Danimarca. Lei, diciottenne, non era che una delle tante spose possibili per Filippo. Fu concluso un accordo che dava a Filippo una dote di 10 000 marchi d'argento. La principessa, mandata in Francia, incontrò il suo sposo ad Amiens il 14 agosto 1193; il matrimonio avvenne il giorno stesso. Tuttavia l'indomani Filippo annullò la cerimonia di incoronazione della regina e spedì Ingeburge al monastero di Saint-Maur-des-Fossés e annunciò la sua volontà di annullare il matrimonio.
Le ragioni di questa precipitosa separazione, seguita da sette anni di prigionia per Ingeburge e dal rifiuto assoluto di Filippo di riconoscerla regina, restano tuttora sconosciute e hanno, ovviamente, dato luogo a innumerevoli speculazioni da parte sia degli storici odierni che dei loro contemporanei. Per difendere la sua volontà di annullare il matrimonio, Filippo fece valere un legame di parentela fra lui e Ingeburge, il che contrastava le leggi della Chiesa. Un'assemblea di nobili e vescovi dette ragione a Filippo, il quale si risposò in tutta fretta con Agnese di Merania nel giugno del 1196.
Il nuovo papa, Innocenzo III, eletto nel 1198, volendo affermare la sua autorità, ordinò a Filippo di rimandare Agnese ai suoi luoghi natali e di riconoscere a Ingeburge il titolo di Regina di Francia. In assenza di reazioni da parte del re, venne pronunciato sul regno un Interdetto il 13 gennaio 1200. Filippo lasciò comunque la cosa in sospeso: Ingeburge rimase prigioniera nella torre di Étampes. Alla fine il re organizzò una cerimonia di riconciliazione e l'Interdetto fu tolto nel settembre del 1200; la cerimonia comunque non aveva restituito affatto il titolo di regina a Ingeburge, e la procedura per l'annullamento del matrimonio proseguiva, visto che Filippo era di fatto bigamo. Il concilio di Soissons, riunito nel marzo del 1201, si concluse con la sconfitta di Filippo, il quale abbreviò il dibattito rinunciando lui stesso all'annullamento del matrimonio. Nel luglio del 1201, Agnese di Merania morì a Poissy dando a Filippo un secondo figlio maschio, Filippo, che venne riconosciuto erede dal papa nel novembre di quell'anno; Agnese aveva già partorito una figlia, Maria, nel 1198. Con un secondo erede maschio il problema della successione era momentaneamente risolto e la continuità della dinastia assicurata.

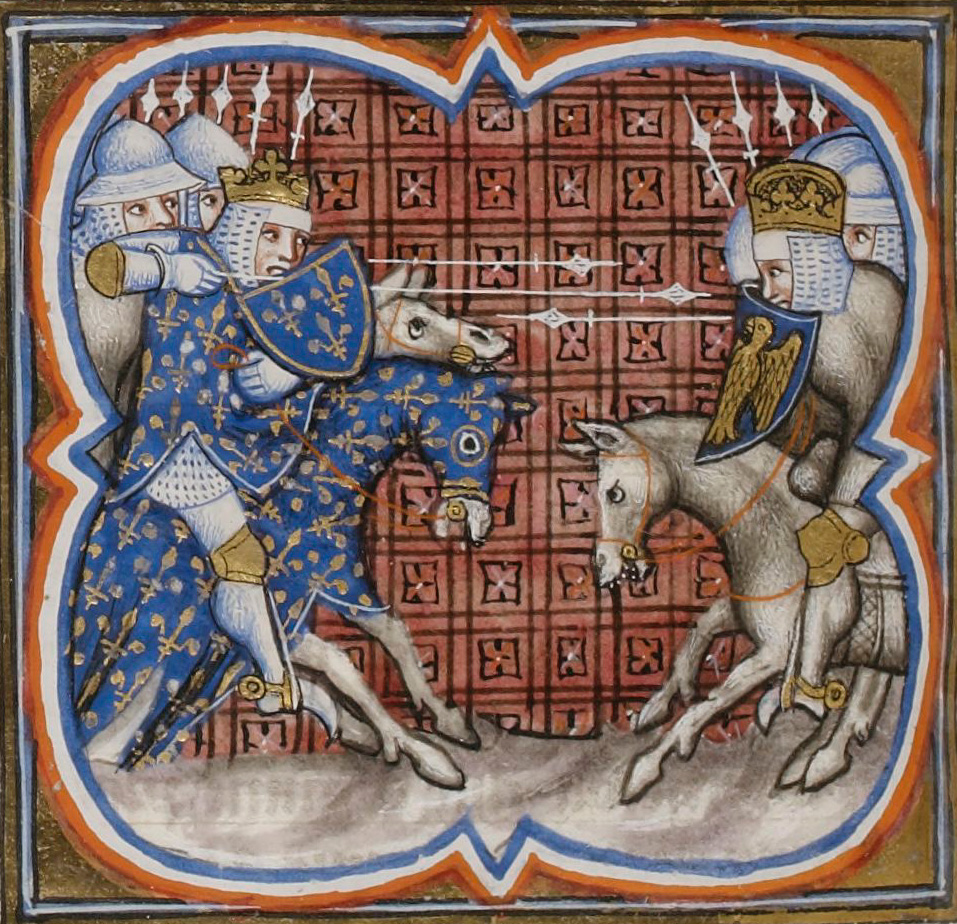
Miniatura raffigurante la Battaglia di Bouvines

Filippo riprese la procedura per l'annullamento del suo matrimonio con Ingeburge nel 1205, questa volta con la tesi di non averlo mai consumato. Aveva quasi intenzione di agitare nuovamente le cose risposandosi, ma nel 1212, come nel 1201, interruppe ancora i negoziati per l'annullamento e, suo malgrado, ridette alla povera Ingeburge il suo status, se non di sposa, almeno di regina.

#### La lotta contro Riccardo Cuor di Leone
Riccardo Cuor di Leone aveva proseguito la crociata anche dopo la partenza di Filippo: aveva riconquistato molti principati palestinesi fino a Giaffa, anche ripristinando il regno latino di Gerusalemme, benché la città gli fosse sfuggita. Negoziò poi una tregua di cinque anni con Saladino e si reimbarcò nell'ottobre del 1192. Le tempeste invernali lo fermarono ancora: confinato a Corfù, venne catturato dal duca d'Austria Leopoldo V, che lo consegnò all'Imperatore Enrico VI, nemico del re inglese. Per la liberazione di Riccardo, l'imperatore chiedeva centomila marchi d'argento, più cinquantamila marchi come finanziamento per la conquista della Sicilia.
Filippo approfittò della situazione per negoziare con il fratello minore di Riccardo, Giovanni Senza Terra che, sperando di succedere al fratello, non era desideroso di vederlo ritornare. Nella speranza di recuperare la corona inglese grazie al sostegno di Filippo, si mise a disposizione del re di Francia nel 1193. Poi, quando Filippo attaccò i possedimenti dei Plantageneti, Giovanni cedette alla corona francese la Normandia orientale, Le Vaudreuil, Verneuil e Évreux con un accordo scritto. Era il gennaio 1194. Filippo aveva già iniziato a riportare sotto il suo dominio molti feudi dei Plantageneti. Comunque, per la sua abilità diplomatica e militare, Filippo riteneva il rivale Giovanni molto degno di rispetto.
Riccardo fu finalmente liberato il 2 febbraio 1194. La madre Eleonora d'Aquitania aveva pagato i due terzi del riscatto richiesto, ovvero centomila marchi. Il resto avrebbe dovuto essere pagato più tardi. La risposta di Riccardo fu immediata: Filippo, con un primo trattato del gennaio 1196, dovette riconsegnare ai Plantageneti la maggior parte delle recenti acquisizioni. Poi le battaglie ricominciarono, sempre a favore di Riccardo, che invase il Vexin (1197-1198). I due re cercavano appoggi, mentre il nuovo papa Innocenzo III, che aveva intenzione di indire un'altra crociata, li spingeva a negoziare. La situazione si regolò bruscamente: durante l'assedio di Châlus (Limosino) del 1199, Riccardo venne colpito da una freccia. Morì per la ferita qualche giorno più tardi, il 6 aprile, a quarantun anni e all'apice della sua gloria.

### Le grandi conquiste (1199-1214)

#### Le vittorie contro Giovanni Senza Terra

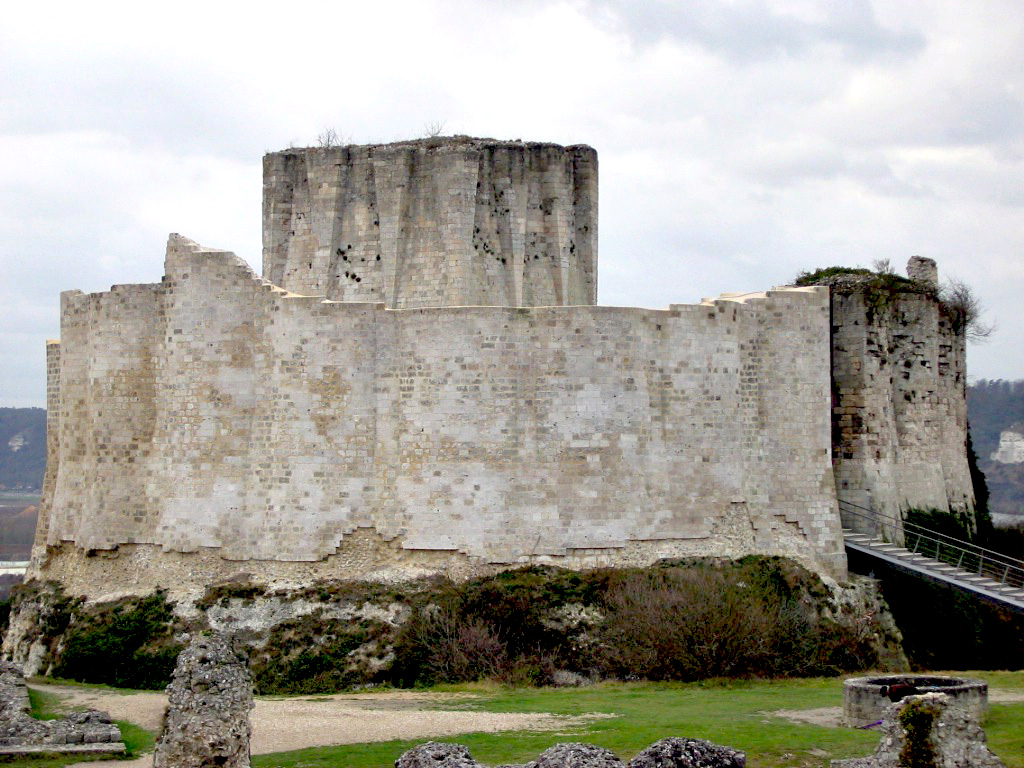
Le rovine di Château Gaillard oggi

La successione di Riccardo Cuor di Leone, che non aveva avuto figli, non era certo scontata: contro Giovanni Senza Terra c'era Arturo I di Bretagna, dodicenne, che rivendicava la corona inglese in quanto figlio postumo di Goffredo II di Bretagna, morto nel 1186, fratello maggiore di Giovanni: Filippo Augusto, al solito, approfittò della rivalità e, come aveva un tempo parteggiato per Giovanni contro Riccardo, appoggiò questa volta Arturo contro Giovanni. Ricevette gli omaggi del conte di Bretagna nella primavera del 1199; ciò permise al re di Francia di negoziare in posizione di vantaggio su Giovanni, e il trattato di Goulet, del maggio 1200 risultò decisamente favorevole a Filippo. Il trattato fu suggellato dal matrimonio dell'erede di Filippo, Luigi, con Bianca di Castiglia, nipote (figlia della sorella) di Giovanni.
Le ostilità non cessarono veramente e si concentrarono in Aquitania. Filippo quindi si riavvicinò ad Arturo e convocò Giovanni, suo vassallo per il trattato di Goulet, per le sue azioni in Aquitania e a Tours. Giovanni, naturalmente, non si presentò; la corte reale di Francia dispose la confisca dei suoi feudi.
Il seguito si giocò in campo militare. Filippo partì nella primavera del 1202 all'assalto della Normandia mentre Arturo attaccò il Poitou. Ma il giovane conte di Bretagna fu vinto da Giovanni durante l'assedio di Mirebeau e venne imprigionato con le sue truppe. Arturo morì nei mesi seguenti, forse assassinato all'inizio del 1203. Filippo allora si assicurò il sostegno dei vassalli di Arturo e riprese l'assalto alla Normandia nella primavera del 1203. Demolito il sistema di castelli e fortificazioni normanne, prese Le Vaudreuil e iniziò l'assedio di Château Gaillard nel settembre 1203. Da parte sua, Giovanni fece l'errore di lasciare la Normandia per tornare in Inghilterra, nel dicembre 1203. Château-Gaillard cadde il 6 marzo 1204.
Filippo poteva a quel punto invadere tutta la Normandia: prese Falaise, Caen, Bayeux, poi Rouen che capitolò il 24 giugno 1204 vedendo vanificate le speranze in un intervento di Giovanni. Verneuil e Arques caddero subito dopo, perfezionando il successo del re di Francia, che aveva appena preso tutta la Normandia in due anni di campagna militare. Filippo si diresse allora verso la valle della Loira, prendendo prima di tutto Poitiers nell'agosto del 1204, poi Loches e Chinon nel 1205. Giovanni e Filippo stipularono infine una tregua a Thouars, il 13 ottobre 1206. Da quel momento innanzi Filippo Augusto ritenne necessario consolidare queste rapide conquiste.

#### Il consolidamento delle conquiste

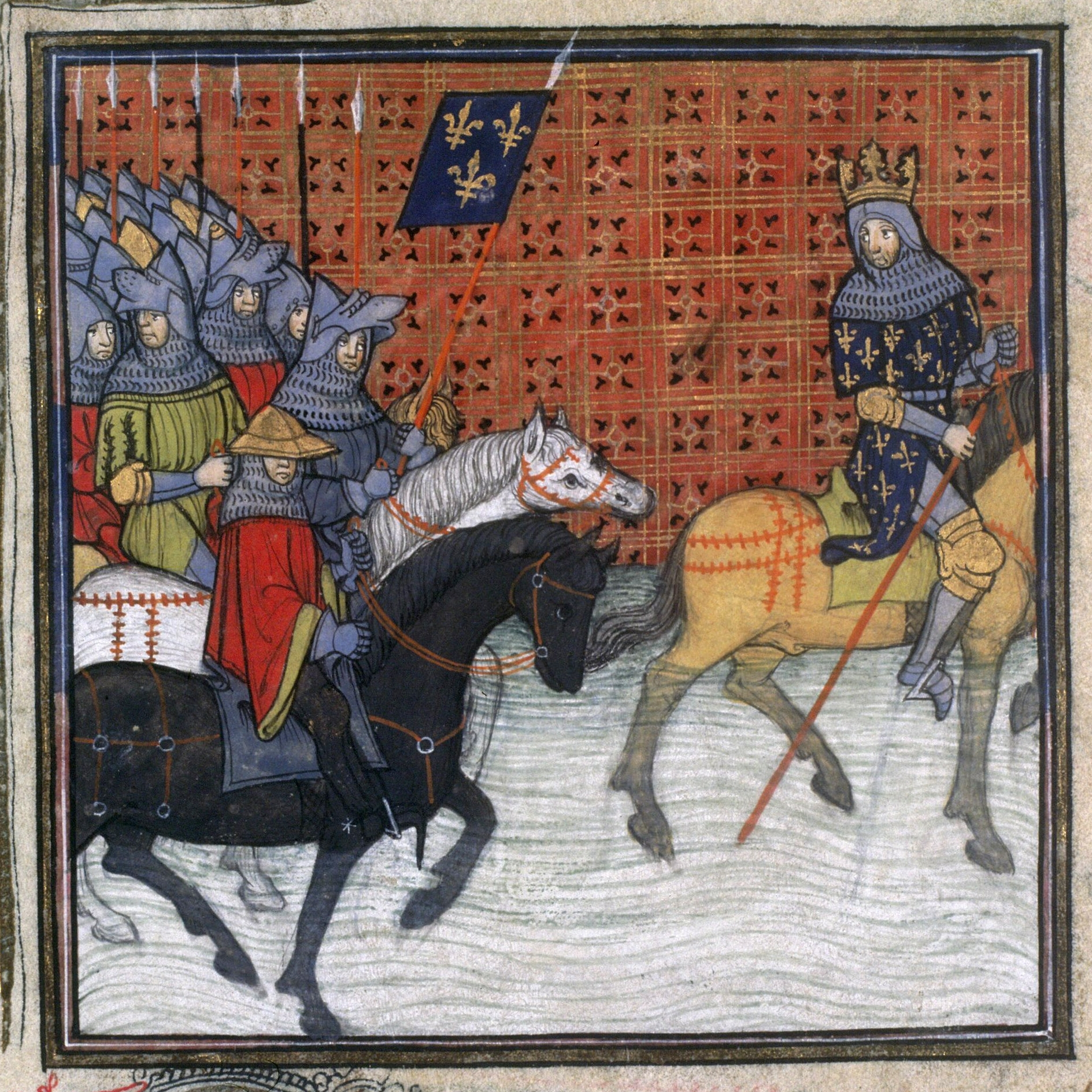
Filippo Augusto attraversa la Loira (Grandes Chroniques de France, XIV-XV secolo)

Il periodo che va dal 1206 al 1212 vide Filippo II sforzarsi di consolidare le sue recenti conquiste. La dominazione capetingia era ben accetta in Champagne, in Bretagna e in Alvernia, ma la contea di Boulogne e quella delle Fiandre davano problemi.
Rinaldo di Dammartin, conte di Boulogne, era la prima fonte di preoccupazione. Nonostante le attenzioni di Filippo Augusto, che aveva combinato nel 1210 il matrimonio tra il suo figlio minore Filippo alla figlia del conte, Matilde, Rinaldo negoziò con il campo avverso; le preoccupazioni di Filippo vennero confermate quando Rinaldo iniziò a fortificare Mortain, nella Normandia occidentale. Nel 1211 Filippo passò all'attacco, prese Mortain, Aumale e Dammartin. Rinaldo fuggì presso il conte di Bar-le-Duc: non avrebbe più costituito un pericolo immediato.
Nelle Fiandre si apriva un periodo d'incertezza: Baldovino VI, conte delle Fiandre e di Hainaut, prese parte alla quarta crociata a partire dall'estate del 1202, partecipò alla presa di Costantinopoli e venne eletto imperatore del nuovo impero latino fondato nel maggio 1204. Venne fatto prigioniero dai Bulgari nel 1205 e fu ucciso poco dopo. Filippo di Hainaut, fratello di Baldovino e conte di Namur, che assicurò la reggenza nelle Fiandre, giurò infine fedeltà a Filippo Augusto, seppure contro l'avviso dei propri consiglieri. Il re, per stabilizzare la contea, fece sposare l'unica ereditiera di Baldovino, Giovanna, con Ferrando delle Fiandre, nel 1211. Filippo pensava ormai di poter contare sui suoi vassalli.
Un altro grosso cruccio per Filippo II erano infine i vicini germanici. Dopo la morte dell'Imperatore della casa di Hohenstaufen, Enrico VI, avvenuta nel 1197, due candidati erano in lizza: Ottone di Brunswick, sostenuto dallo zio Giovanni Senza Terra e favorito dal Papa, e, dall'altra parte, Filippo di Svevia, fratello di Enrico VI, sostenuto da Filippo Augusto e incoronato re dei Romani nel 1205. Quest'ultimo venne però ucciso nel giugno del 1208: ormai senza rivali, Ottone venne incoronato imperatore nell'ottobre del 1209. Innocenzo III rimpianse subito di aver sostenuto Ottone, che espresse molto chiaramente le sue ambizioni verso l'Italia (e che per questo venne scomunicato nel 1210).
Filippo Augusto negoziò, per opporsi alle ambizioni di Ottone, un'alleanza con Federico II di Svevia, figlio di Enrico VI, incoronato re dei Romani a Magonza nel 1212 da Sigfrido, vescovo della città.

#### La battaglia di Bouvines: l'apogeo del regno
L'incredibile riuscita di Filippo Augusto spinse i suoi rivali a unirsi per fronteggiarlo. L'opposizione si organizzò nel 1212: c'erano ovviamente Giovanni Senza Terra e Ottone IV. Rinaldo di Dammartin era il vero artefice della coalizione: non avendo più nulla da perdere, si era rifugiato prima a Francoforte per trovare l'appoggio di Ottone, poi in Inghilterra per omaggiare Giovanni, che lo ristabilì ufficialmente nelle sue possessioni inglesi. L'ostilità tra Filippo e Giovanni riprese immediatamente.
Allo stesso tempo, Filippo veniva chiamato in causa da Innocenzo III per la cosiddetta crociata albigese, ma rinviò la questione per i problemi sui fronti settentrionale e orientale. Riunì i suoi vassalli a Soissons l'8 aprile 1213, mise il figlio Luigi alla guida della spedizione in Inghilterra ed ottenne il sostegno di tutti i suoi vassalli, salvo uno: Ferrando delle Fiandre, messo dallo stesso Filippo a capo della contea due anni prima. Filippo cercò allora altri sostenitori, più che altro vicino a Enrico I di Brabante. Dopo un periodo di esitazione, il papa Innocenzo III decise di sostenere Giovanni Senza Terra, un sostegno più che altro morale ma da non sottovalutare. I preparativi per il conflitto si protraevano: il progetto iniziale di Filippo, che voleva invadere l'Inghilterra, andò in fallimento a causa dell'assalto alla sua flotta da parte del nemico a Damme, nel maggio 1213. Nei mesi seguenti Filippo e il figlio Luigi si accanirono contro le contee delle Fiandre e di Boulogne. Le città del nord vennero quasi tutte distrutte.
Nel febbraio 1214 Giovanni Senza Terra sbarcò in Francia, a La Rochelle, sperando di sorprendere Filippo alle spalle. Una strategia che funzionò, visto che Giovanni prese le signorie del Limosino e del Poitou. Nel maggio 1214 risalì la valle della Loira e prese Angers. Filippo, sempre nelle Fiandre, affidò a Luigi suo figlio il compito di sconfiggere Giovanni. Il giovane principe partì subito alla volta di La Roche-aux-Moines. Mentre si avvicinava, Giovanni fu preso dal panico: il sostegno dei baroni del Poitou gli venne meno, tanto più che seppero che Luigi era accompagnato da 800 cavalieri. Il re d'Inghilterra fuggì il 2 luglio e la disfatta inglese fu completa. Ma la coalizione non aveva ancora perso: tutto si sarebbe deciso al nord.
Il confronto finale tra le armate di Filippo e la coalizione, guidata da Ottone di Brunswick, era a quel punto inevitabile, dopo molte settimane di avvicinamenti e aggiramenti. Domenica 27 luglio 1214 l'armata di Filippo, seguita dalla coalizione, arrivò a Bouvines per attraversare il ponte sulla Marque. Essendo domenica, nessun cristiano avrebbe potuto combattere; Ottone tuttavia decise di passare ugualmente all'offensiva, sperando di sorprendere il nemico durante l'attraversamento del ponte. Nonostante Filippo e la sua armata fossero stati colti alla sprovvista, il re di Francia organizzò all'istante l'uscita dalla zona del ponte per evitare che l'esercito vi rimanesse incastrato e affrontò la coalizione. L'ala destra dei francesi lottò contro i cavalieri fiamminghi, condotti da Ferrando. Poi, nel centro, Filippo e Ottone si affrontarono. Nella mischia dei combattenti, Filippo venne disarcionato e cadde, ma i suoi cavalieri lo difesero, offrendogli un cavallo fresco; il re riprese l'assalto, fino a costringere Ottone alla ritirata. Infine, nell'ala sinistra, i partigiani di Filippo lottarono contro Rinaldo di Dammartin, catturato dopo una lunga resistenza. La fortuna volgeva a favore di Filippo, nonostante l'inferiorità numerica delle sue truppe. La vittoria fu schiacciante: l'imperatore fuggì, e gli uomini di Filippo catturarono 130 prigionieri, cinque dei quali erano conti, e tra cui c'erano il traditore Rinaldo di Dammartin e il conte delle Fiandre, Ferrando.
La coalizione era stata annientata dalla disfatta. Il 18 settembre 1214, a Chinon, Filippo firmò una tregua di equilibrio per cinque anni con Giovanni, che continuava ad adocchiare i possedimenti del sud. Il re plantageneto tornò in Inghilterra nel 1214. Con questo trattato, Giovanni abbandonava tutti i suoi possedimenti a nord della Loira: il Berry e la Turenna, assieme al Maine e all'Angiò, ritornarono sotto il dominio del re capetingio, che ormai copriva un terzo della Francia, e che si trovava libero da minacce.

### Dopo la vittoria (1214-1223)

#### La spedizione inglese di Luigi
La vittoria sulla terraferma era stata schiacciante, ma le ambizioni di Filippo non si fermavano certo lì. In effetti, Filippo desiderava spingersi più lontano contro Giovanni Senza Terra. Fece così notare che Giovanni avrebbe dovuto essere rimosso dal trono, ricordando il suo tradimento verso il fratello Riccardo del 1194 e l'uccisione del nipote Arturo. Facendo valere un'interpretazione (peraltro contestabile) della genealogia di sua moglie Bianca di Castiglia, Luigi, l'erede al trono di Francia, condusse una spedizione in Inghilterra. Lo sbarco avvenne nel maggio 1216 e Luigi, alla testa di truppe molto numerose (1 200 cavalieri più un certo numero di ribelli inglesi), conquistò il regno inglese, compresa Londra dove s'installò. Resistettero solo Windsor, Lincoln e Dover. Tuttavia, malgrado l'accoglienza calorosa rivolta a Luigi da molti vescovi inglesi, il sostegno di papa Innocenzo III a Giovanni non cambiava e Luigi venne scomunicato.

Finalmente, Giovanni morì il 19 ottobre 1216, in seguito a una grave indigestione. I vecchi alleati di Giovanni fecero allora incoronare in tutta fretta Enrico III, di soli nove anni. Anche Innocenzo III era appena morto, ma il suo successore Onorio III continuava a difendere i legittimisti. I vescovi ritirarono immediatamente il loro sostegno a Luigi e i ribelli si agitarono. Il principe tornò in Francia all'inizio del 1217 a cercare nuove alleanze, dopodiché tornò in Inghilterra. Fu battuto da Guglielmo il Maresciallo a Lincoln e dovette accettare di negoziare la pace in giugno. L'accordo fu concluso nel settembre 1217 e gli fu tolta la scomunica.
L'atteggiamento di Filippo II riguardo a questa campagna è ambiguo; tuttavia il re non la sostenne ufficialmente, ma è poco verosimile immaginare che non avesse dato al figlio il suo appoggio, se non altro a titolo privato.

#### La Crociata albigese
La crociata contro gli eretici albigesi, sospesa nel 1208, tornò a essere combattuta tra Simone IV di Montfort, che conduceva la crociata composta dai baroni del nord, e Raimondo VI di Tolosa, che sosteneva gli eretici. Inoltre, Pietro II d'Aragona aveva dei piani riguardo a quelle regioni e incoraggiava il campo del conte di Tolosa, prima di essere lui stesso sconfitto da Simone di Montfort a Muret, nel 1213.
Dopo la battaglia di La Roche-aux-Moines, Luigi partì una prima volta per il sud nell'aprile del 1215 e aiutò Simone di Montfort a consolidare le sue posizioni. Simone divenne finalmente conte di Tolosa, con l'accordo di Onorio III e di Filippo Augusto, a cui porse i suoi omaggi. La città di Tolosa, tuttavia, resisteva ed il suo assedio si prolungava. Simone morì nell'aprile del 1218. Il papa designò come successore suo figlio Amalrico e spronò Filippo a inviare una nuova spedizione. Luigi partì nel maggio del 1219 e raggiunse Amalrico all'assedio di Marmande, i cui abitanti vennero massacrati. Dopo quaranta giorni Luigi tornò indietro senza aver potuto prendere Tolosa. Una nuova spedizione venne inviata da Filippo nel 1221, sotto il comando del vescovo di Bourges e di Ugo X di Lusignano, senza però alcun successo.
Bisogna sottolineare la limitata portata di queste diverse spedizioni. Nonostante i reiterati appelli di Innocenzo III e dei suoi successori, Filippo, troppo occupato dagli affari delle Fiandre e dalle lotte contro Giovanni Senza terra, si era ben guardato dall'intervenire di persona nelle regioni meridionali per mettere fine all'eresia albigese. Tuttavia, nelle sue relazioni con il papato, aveva ricordato con costanza i suoi diritti di sovrano sulla contea, e aveva infine autorizzato il figlio ad andare crociato nel 1219. Bisognerà attendere il regno dei suoi successori perché il problema albigese venga totalmente liquidato.

#### Gli ultimi anni
Dopo la battaglia di Bouvines le operazioni militari si erano svolte in Inghilterra o nel sud della Francia. Il dominio reale, e più generalmente le regioni a nord della Loira, erano rimaste in pace, secondo i termini della tregua conclusa a Chinon nel 1215, originariamente di cinque anni di durata, poi prolungata nel 1220 con la garanzia di Luigi, una associazione che demarcava l'inizio della transizione da Filippo a suo figlio ed erede.
Sebbene le conquiste con le armi fossero cessate, Filippo estese nondimeno la sua influenza approfittando delle questioni di successione problematiche. È il caso della contea di Champagne all'epoca dell'ascesa al trono del pronipote Tebaldo IV, che gli permise la sicurezza della sovranità. È anche il caso del recupero da parte del re di alcune terre come Issoudun, Bully, Alençon e Clermont-en-Beauvaisis, oltre al Ponthieu.
La prosperità del reame alla fine del regno di Filippo II è un fatto certo. Si stimava l'eccedenza del tesoro a 25 210 lire nel novembre 1221. In quel momento, il Tesoro aveva nelle sue casse 157 036 lire, più dell'80% dell'entrata annuale ordinaria globale della monarchia. Il testamento di Filippo Augusto, redatto nel settembre 1222, confermava queste cifre, giacché la somma dei suoi lasciti era divenuta di 790 000 lire parigine, circa quattro anni di entrate. Questo testamento venne redatto quando la salute di Filippo si aggravò facendo vedere la sua morte come imminente ed in effetti sarebbe vissuto appena dieci mesi.
Mentre si trovava a Pacy Filippo decise, contro i consigli dei suoi medici, di assistere alla riunione ecclesiastica organizzata a Parigi per la preparazione delle nuove crociate. Non sopravvisse alla fatica del viaggio e morì il 14 luglio 1223, a Mantes. Il suo corpo venne portato a Parigi e i suoi funerali furono velocemente organizzati a Saint-Denis, alla presenza delle grandi personalità del regno. Per la prima volta il corpo di un re di Francia, vestito di tutti i suoi regalia, venne esposto alla venerazione del popolo prima della sua sepoltura, in un rito solenne ispirato a quello in vigore per i re inglesi.

## L'esercizio del potere: l'amministrazione dei territori, le innovazioni edilizie e la figura del re

### Le conquiste

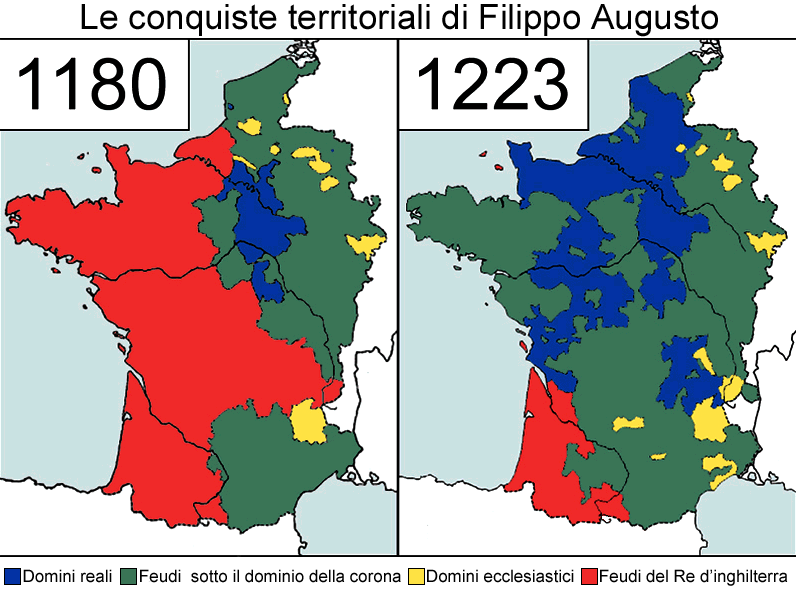

Come si può vedere dall'immagine qui a fianco, alla sua morte Filippo II lasciava a suo figlio e successore Luigi VIII un territorio considerevolmente ingrandito. È molto evidente il contrasto esistente tra la situazione politico-territoriale all'avvento di Filippo, quando molti territori erano sotto la tutela dei nobili, con un dominio reale che faceva di lui il re quasi della sola Île-de-France più che della Francia, e quella alla fine del suo regno, che mostrava un dominio ingrandito, al quale erano stati aggiunti numerosi territori ormai sottomessi ai capetingi. Per quanto riguardava gli inglesi, erano stati respinti in una Guienna ormai sgretolata e lontana, molto lontana da Parigi.
Queste acquisizioni territoriali avevano fatto di Filippo Augusto un re che riunificava, la cui opera sarebbe stata continuata da Luigi VIII. Bisognerà attendere la guerra dei Cent'anni per assistere a un indietreggiamento notevole delle possessioni reali francesi. Stabilizzare queste conquiste passava, tuttavia, non solo per delle semplici vittorie militari o diplomatiche.
Là stavano i grandi successi di Filippo: ingrandì il territorio e allo stesso tempo arrivò a riaffermare il potere reale in queste nuove terre, condizione indispensabile per la continuità di possesso su questi territori. Questo obiettivo era stato raggiunto, comunque, grazie ad una nuova politica di fortificazioni e di castelli: Filippo fece rialzare il loro numero e concentrò le spese per la loro costruzione nel demanio e nei feudi. Gli antichi trinceramenti a palizzate vennero sostituiti da torrioni in pietra che Filippo volle cilindrici o poligonali affinché resistessero meglio agli assedi e per evitare gli angoli morti per la difesa; vennero costruite moltissime torri. Verso la fine del regno il piano si evolse verso un torrione quadrangolare con delle torri tonde a fondo conico, il cui il miglior esempio fu il palazzo del Louvre (vedi sotto).
Ma questo non è certo tutto. La stabilizzazione delle conquiste passò anche per nuovi modi di amministrare i territori.

### La rivoluzione amministrativa:baillis,prévôtsesénéchaux
Per sfuggire alla frammentazione del regno, una conseguenza del feudalesimo, Filippo Augusto decise di mettere in piedi una nuova struttura amministrativa che gli permettesse di esercitare direttamente il suo potere sul territorio. Filippo organizzò questo sistema con un'ordinanza-testamento del 1190, prima della sua partenza per la terza crociata, al fine di regolare le questioni dell'amministrazione del potere in sua assenza. Il re mise così in carica i baillis (balivi), vecchia creazione di origine anglo-normanna il cui ruolo sul territorio francese non era mai stato fino ad allora ben definito. Filippo si era ispirato alle riforme amministrative di Enrico II d'Inghilterra attuate nel 1176. La contea delle Fiandre si sarebbe dotata di un sistema simile nello stesso periodo.
Questa riforma fu perfezionata intorno al 1200, quando l'appellativo balivi divenne corrente, se non ufficiale, negli atti reali. Nominati dal re, erano una dozzina di persone che andavano per il demanio non solo ad ascoltare i bisogni della gente e ad amministrare la giustizia, ma anche per abbozzare una contabilità del regno, ciò che conobbe dei progressi decisivi nella seconda metà del regno di Filippo. I baillis non avevano delle zone precise da amministrare (cosa che si evolverà solo dopo Filippo Augusto). Le loro attività non erano quindi legate al possedimento di una terra; i baillis non esercitavano il potere in proprio, ma rappresentavano il re. Perciò venivano pagati direttamente dal sovrano ed erano sottomessi ad un controllo molto stretto, con l'obbligo di render conto delle loro azioni tre volte l'anno; John Baldwin. ha rilevato che l'ammontare dello stipendio dei baillis si situava tra dieci soldi e una lira, il che era più, ad esempio, di quello dei cavalieri mercenari (10 soldi). Questo è un indizio della grande importanza del loro ruolo (e del prezzo della loro fedeltà...).
I baillis erano assistiti dai prévôts (sindaci), altra vecchia istituzione che fino ad allora aveva avuto varie funzioni. Essi, a differenza dei baillis, erano legati a una zona precisa, dove giudicavano gli affari correnti (i baillis avevano funzioni giudiziarie più che altro negli appelli) e gestivano i conti locali.
In alcune delle regioni conquistate durante il regno (Angiò, Maine, Turenna, Poitou, Saintonge), Filippo Augusto mise le funzioni amministrative nelle mani dei sénéchaux (siniscalchi). Questo titolo, prima ereditario, divenne non trasmissibile a partire dal 1191. A differenza del bailli, il sénéchal era un barone locale: il rischio era di vederli prendere un'importanza considerevole nel luogo, pericolosa per il re, poiché esistevano allo stesso titolo di quello feudale. È per ciò che questo regime venne spesso soppresso (come in Normandia, dall'annessione), per essere sostituito da quello dei baillis.

### La nascita di un'ideologia reale
Grazie alla grande vittoria di Bouvines, il regno di Filippo II terminò in un grande entusiasmo popolare. In questo contesto, l'ideologia reale progredì, ed è forse questo il segno più manifesto dell'emergere di uno Stato sotto il regno di Filippo.
È stato più volte commentato il crescente utilizzo del termine Francia nei testi contemporanei, e spicca la formula rex Franciae in un atto diplomatico del 1204. Bisogna tuttavia aspettare Luigi IX il Santo per vedere il titolo rex Francorum (re dei Franchi) divenire rex Franciæ (re di Francia): sotto Filippo il re continuò a intitolarsi rex Francorum, negli atti come nel sigillo. Altri progressi ideologici sono però più evidenti. Sono da notare anche certi simboli, come i funerali solenni o l'uso, già dai tempi di Luigi VII, del fleur de lys come simbolo reale, utilizzato per esempio sul sigillo del re.
Soprattutto la fine del regno vide svilupparsi un sincero tentativo di propaganda reale, attraverso le cronache ufficiali. Già a partire dal 1186, Rigord, monaco nell'Abbazia di Saint-Denis, redasse, nella tradizione di Sugerio, una cronaca in latino che offrì a Filippo nel 1196: queste Gesta Philippi Augusti, che giungono sino al dicembre 1206, non erano state redatte su ordine del re, ma restano pur sempre una cronaca quasi ufficiale, uno scritto alla gloria di Filippo (salvo qualche critica riguardo al problema dei suoi ultimi matrimoni comparsa nella seconda redazione). Fu comunque Rigord che, per primo, dette a Filippo il soprannome di Augustus, in riferimento al mese della sua nascita e alle sue prime conquiste che lo elevavano, secondo l'autore, al rango degli imperatori romani.
Filippo Augusto affidò in seguito a un nuovo cronista il compito di epurare la cronaca di Rigord dai suoi passaggi critici e di continuarla. Guglielmo il Bretone, chierico vicino a Filippo, si occupò dell'incarico. Lo si vide così erigere un vero e proprio monumento alla gloria del re: a partire dal 1214 compose la Filippide, una cronaca in versi nello stile dei poemi epici, all'epoca molto in voga (come l'Alexandreis di Gautier de Châtillon, epopea della gloria di Alessandro Magno). Seguirono diverse versioni della Filippide, l'ultima finita nel 1224, un anno dopo la morte del re. In quest'opera unica Filippo è ormai rappresentato come un eroe: il vincitore della battaglia di Bouvines vi è celebrato in tutta la sua maestà. Le due cronache ufficiali del regno restano tuttavia testimonianze molto isolate nell'insieme della produzione letteraria all'epoca di Filippo Augusto.
La cronaca di Rigord e la sua continuazione di Guglielmo il Bretone furono poi tradotte da Primat di Saint-Denis per le Grandes Chroniques de France. È in questa forma, piuttosto che nella Filippide, che l'immagine di Filippo è passata ai posteri.
Infine, va notato il contributo di Gilles de Paris, che nel suo Karolinus, un poema alla gloria di Carlo Magno scritto su commissione di Luigi VIII, mostrò la discendenza di Filippo e Luigi da Carlo Magno, unendo così i Capetingi e i Carolingi e facendo di Filippo il primo vero rappresentante di un "genere" reale che si basava sulla trasmissione della regalità attraverso il sangue.

### Il benefattore di Parigi

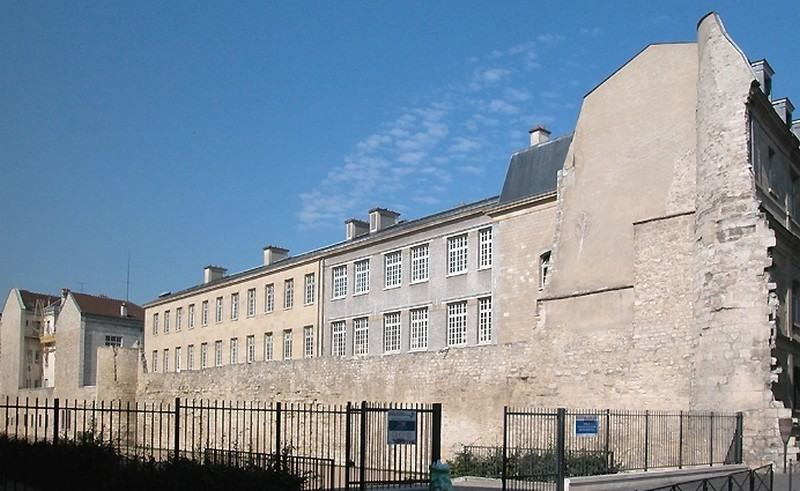
Vestigia della cinta di Filippo Augusto, nel Marais

Il regno di Filippo Augusto è un periodo di grandi miglioramenti per Parigi. Infatti, sebbene la corte fosse ancora itinerante, Parigi, grazie ai numerosi interventi pubblici del sovrano, acquistava uno statuto particolare rispetto alle altre città; qualche fatto da considerare:
- 1180: Filippo trasferì il mercato degli Champeaux (situato a nord della città), al centro di Parigi, allo stesso posto dei futuri Halles, nell'omonimo quartiere. Furono costruiti due fabbricati coperti per risanare il nuovo mercato nel 1183. Molto interessato allo sviluppo di questo mercato, Filippo regolamentò lui stesso il commercio delle derrate principali (vivande, pane e vino);
- 1186: Filippo fece pavimentare le strade principali di Parigi e in particolare quelle adiacenti al Palais de la Cité sua residenza[24];
- 1187: il cimitero dei Santi Innocenti venne risanato, svuotato, adeguato e dotato di un muro di cinta;
- 1190: prima di partire per la terza crociata, Filippo fece iniziare la costruzione di un muro di cinta sulla riva destra della Senna;
- 1194: dopo la perdita degli archivi reali a seguito della battaglia di Fréteval e il loro recupero da parte di Riccardo Cuor di Leone, Filippo lo fece ricostruire. A partire da questa data, un esemplare di questi archivi resterà permanentemente a Parigi;
- 1200: venne emesso un decreto regio di fondazione dell'Università di Parigi, uno statuto che permetteva ai maestri e agli studenti parigini di disporre di libertà e sicurezza notevoli; ormai si liberavano in particolare della giurisdizione ecclesiastica; questo permetterà un rapido decollo delle scuole parigine;
- 1202: venne completata la costruzione della tour neuve, all'entrata ovest della città, il futuro Louvre;
- 1209-1210: furono effettuati lavori sullo Petit Châtelet, sulla riva sinistra della Senna (porte e camini nuovi e, in aggiunta, una prigione a tre piani);
- 1209-1212: si costruirono mura di cinta sulla riva sinistra della Senna.

L'espansione di Parigi non si limitava solo ai lavori commissionati da Filippo. Sempre sotto il suo regno, vennero creati l'ospizio di Santa Caterina (1185) e l'ospedale della Trinità (1202). I lavori alla Cattedrale di Notre-Dame, avviati nel 1163, progredivano a ritmo sostenuto. Nel 1182 il coro era stato completato e l'altare maggiore venne consacrato il 19 maggio. Poi, la facciata ovest venne decorata, la galleria dei re fu terminata negli anni 1220, il rosone fu finito e il vestibolo ingrandito.
L'evoluzione di Parigi è confermata anche dalle stime demografiche, che indicano che la popolazione parigina passò in pochi anni da 25 000 abitanti a 50 000 verso il 1200, tanto da divenire la più grande città d'Europa dopo quelle italiane.

## Posto nella dinastia Capetingia

### Discendenza fisica: i figli
- Da Isabella di Hainaut, contessa d'Artois (1170-1190), sposata nel 1180:
  - Luigi VIII
- Non ebbe figli da Ingeburge di Danimarca (1176-1238), figlia di Valdemaro I di Danimarca (1157-1182), sposata nel 1193. Il matrimonio non fu mai consumato.
- Da Agnese di Merania (circa 1172-1201, sposata nel 1196), figlia di Bertoldo IV di Merania:
  - Maria (1198-1224), che nel 1206 sposò Filippo I di Namur (1175-1212), poi nel 1213 Enrico I di Brabante (circa 1165-1235);
  - Filippo Hurepel di Clermont (1201-1234).
- Da una certa "Dama d'Arras":
  - Pierre Charlot (1205-1249), vescovo di Noyon.

### Discendenza ideologica: l'immagine
Filippo Augusto fu tumulato nella Basilica di Saint-Denis. Nel 1306, all'epoca della riorganizzazione della necropoli da parte di Filippo il Bello, la sua tomba fu situata al centro, con quella di suo figlio Luigi VIII, con il fine di simboleggiare l'unione dei lignaggi dei Capetingi (a sinistra) e dei Merovingi (a destra), secondo l'idea emessa originariamente da Gilles di Parigi.
Come tutte le tombe della necropoli, quella di Filippo Augusto fu violata dai rivoluzionari nel 1793.
Più in generale la figura di Filippo Augusto, tale a quella celebrata dai cronisti del tempo, fu in gran parte occultata da quella del nipote Luigi IX, divenuto, per molto tempo, il modello reale per eccellenza dalla fine del XIII secolo. Certamente la battaglia di Bouvines resta la più determinante della mitologia nazionale francese grazie alle Grandes Chroniques de France o, ben più tardi, ai manuali scolastici della Terza Repubblica. La chiesa di san Pietro a Bouvines, edificata nel 1882, fu dotata, tra il 1887 e il 1906, di ventun vetri ritraenti lo sviluppo della battaglia.
Le altre tracce del regno di Filippo II sono scomparse progressivamente. La cinta di Filippo sussiste ora a tratti; il Louvre medievale è stato fatto museo negli anni novanta. Infine, sempre a Parigi, una Avenue Philippe Auguste e una stazione a lui dedicata continuano a commemorare il vincitore di Bouvines, uno tra più grandi re della storia di Francia.

## Nella letteratura
- Filippo Augusto è, insieme a Riccardo di Inghilterra, uno dei principali bersagli dei sirventes del trovatore Bertran de Born.
- Boccaccio ne fece il protagonista di una novella del Decameron (Giornata I, 5), dove resta innamorato della Marchesana di Monferrato per la sola sua fama e quando suo marito è alle crociate decide di andare a trovarla; la donna, capite le cattive intenzioni di un ospite così insolito, lo respinge sagacemente "con un convito di galline e con alquante leggiadre parolette".
- La figura di Filippo Augusto compare, romanzata, nella saga di Hyperversum della scrittrice Cecilia Randall.

## Galleria d'immagini

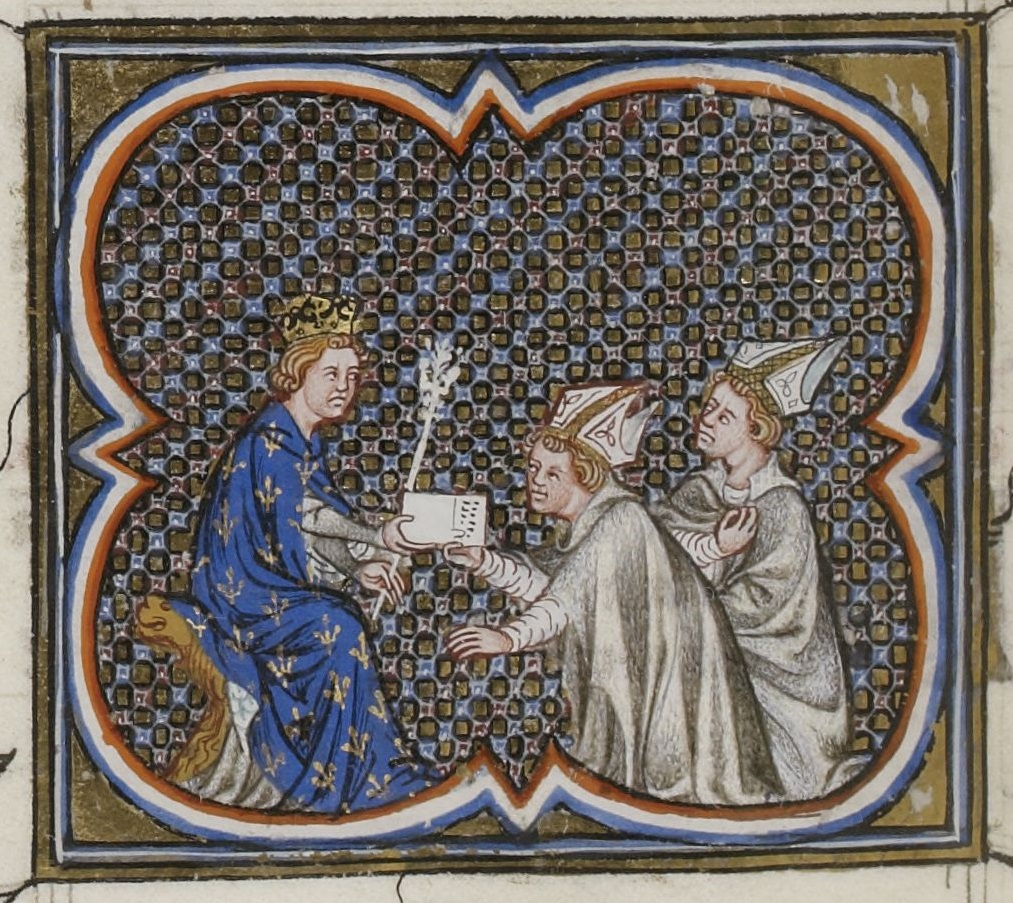
Filippo Augusto riceve dei messi del Papa che lo chiama crociato (Grandes Chroniques de France, XIVe s.)
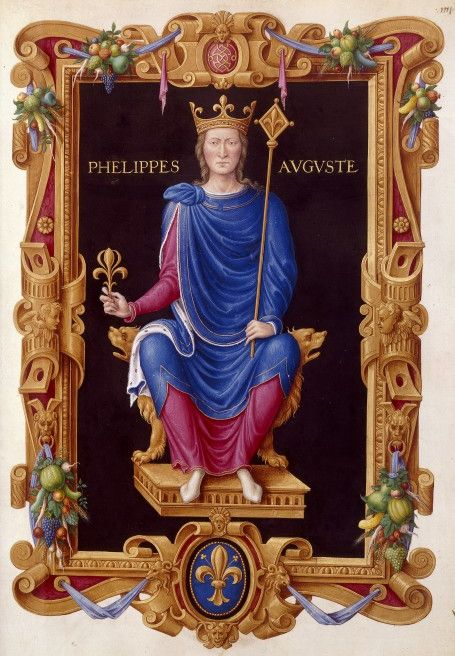
Filippo Augusto (Jean du Tillet, XVIe s.)
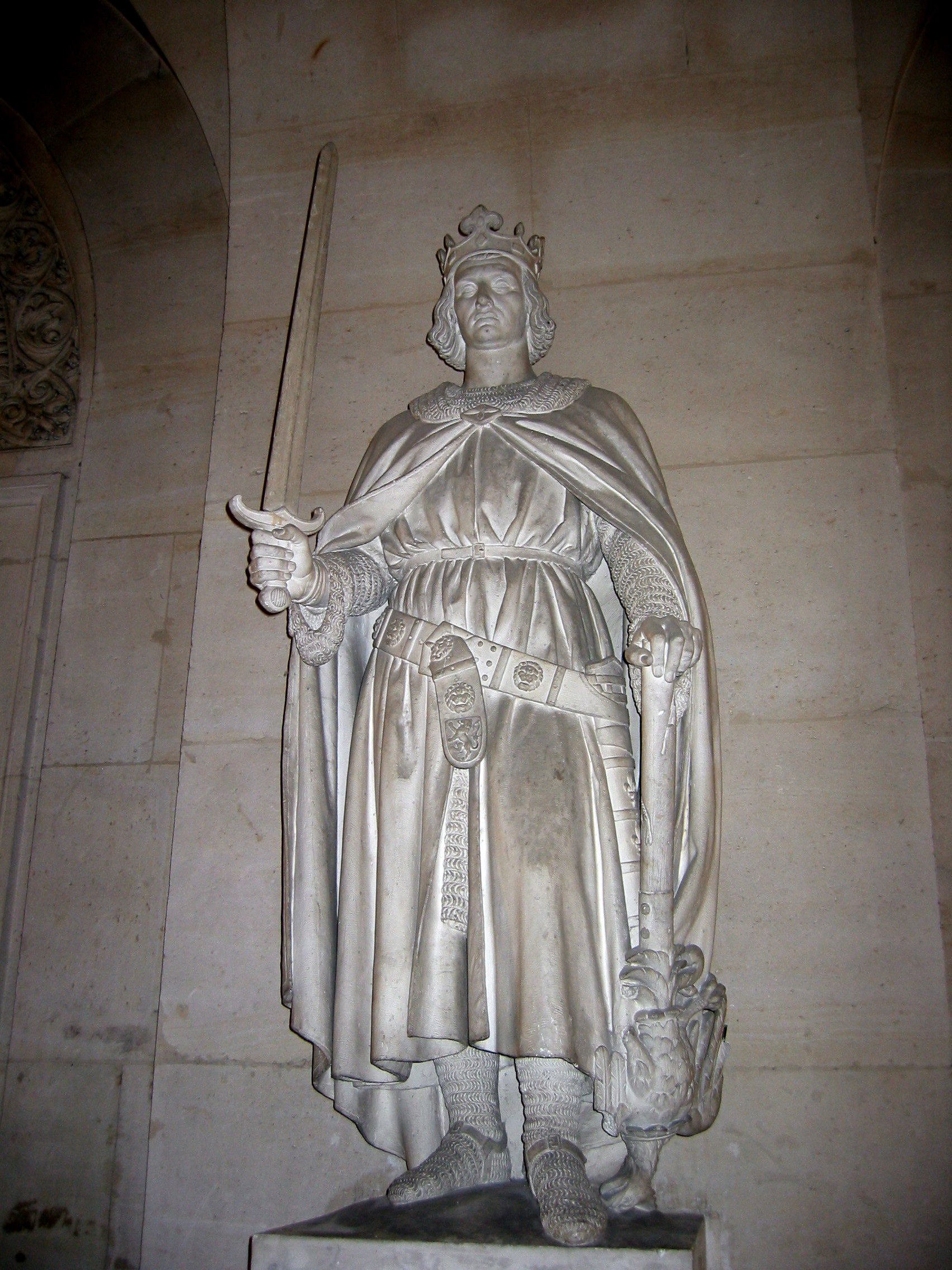
Statua di Filippo Augusto a Versailles

## Ascendenza
|                         |                     |                            | Genitori                  |  |  | Nonni |  |  | Bisnonni             |  |  | Trisnonni           |  |
|                         |                     |                            |                           |  |  |       |  |  | Filippo I di Francia |  |  | Enrico I di Francia |  |
|                         |                     |                            |                           |  |  |       |  |  | Filippo I di Francia |  |  | Enrico I di Francia |  |
|                         |                     | Anna di Kiev               |                           |  |  |       |  |  | Filippo I di Francia |  |  |                     |  |
| Luigi VI di Francia     |                     |                            |                           |  |  |       |  |  | Filippo I di Francia |  |  |                     |  |
|                         |                     | Berta d'Olanda             | Fiorenzo I d'Olanda       |  |  |       |  |  |                      |  |  |                     |  |
|                         |                     | Berta d'Olanda             | Fiorenzo I d'Olanda       |  |  |       |  |  |                      |  |  |                     |  |
|                         |                     | Berta d'Olanda             | Gertrude Billung          |  |  |       |  |  |                      |  |  |                     |  |
| Luigi VII di Francia    |                     | Berta d'Olanda             |                           |  |  |       |  |  |                      |  |  |                     |  |
|                         |                     | Umberto II conte di Savoia | Amedeo II di Savoia       |  |  |       |  |  |                      |  |  |                     |  |
|                         |                     | Umberto II conte di Savoia | Amedeo II di Savoia       |  |  |       |  |  |                      |  |  |                     |  |
|                         |                     | Umberto II conte di Savoia | Giovanna di Ginevra       |  |  |       |  |  |                      |  |  |                     |  |
| Adelaide di Savoia      |                     | Umberto II conte di Savoia |                           |  |  |       |  |  |                      |  |  |                     |  |
|                         |                     | Giselle di Borgogna        | Guglielmo I di Borgogna   |  |  |       |  |  |                      |  |  |                     |  |
|                         |                     | Giselle di Borgogna        | Guglielmo I di Borgogna   |  |  |       |  |  |                      |  |  |                     |  |
|                         |                     | Giselle di Borgogna        | Etiennette de Longuy      |  |  |       |  |  |                      |  |  |                     |  |
| Filippo II di Francia   |                     | Giselle di Borgogna        |                           |  |  |       |  |  |                      |  |  |                     |  |
|                         | Stefano II di Blois | Tebaldo III di Blois       |                           |  |  |       |  |  |                      |  |  |                     |  |
|                         | Stefano II di Blois | Tebaldo III di Blois       |                           |  |  |       |  |  |                      |  |  |                     |  |
|                         | Stefano II di Blois | Gersenda del Maine         |                           |  |  |       |  |  |                      |  |  |                     |  |
| Tebaldo II di Champagne | Stefano II di Blois |                            |                           |  |  |       |  |  |                      |  |  |                     |  |
|                         |                     | Adele d'Inghilterra        | Guglielmo I d'Inghilterra |  |  |       |  |  |                      |  |  |                     |  |
|                         |                     | Adele d'Inghilterra        | Guglielmo I d'Inghilterra |  |  |       |  |  |                      |  |  |                     |  |
|                         |                     | Adele d'Inghilterra        | Matilde delle Fiandre     |  |  |       |  |  |                      |  |  |                     |  |
| Adèle di Champagne      |                     | Adele d'Inghilterra        |                           |  |  |       |  |  |                      |  |  |                     |  |
|                         |                     | Enghelberto II d'Istria    | Enghelberto I d'Istria    |  |  |       |  |  |                      |  |  |                     |  |
|                         |                     | Enghelberto II d'Istria    | Enghelberto I d'Istria    |  |  |       |  |  |                      |  |  |                     |  |
|                         |                     | Enghelberto II d'Istria    | Hedwig di Eppenstein      |  |  |       |  |  |                      |  |  |                     |  |
| Matilda di Carinzia     |                     | Enghelberto II d'Istria    |                           |  |  |       |  |  |                      |  |  |                     |  |
|                         |                     | Uta di Passau              | Ulrich I, conte di Passau |  |  |       |  |  |                      |  |  |                     |  |
|                         |                     | Uta di Passau              | Ulrich I, conte di Passau |  |  |       |  |  |                      |  |  |                     |  |
|                         |                     | Uta di Passau              | Adelaide di Frantenhausen |  |  |       |  |  |                      |  |  |                     |  |
|                         |                     | Uta di Passau              |                           |  |  |       |  |  |                      |  |  |                     |  |